# Scott Rudin
Scott Rudin (Baldwin, 14 luglio 1958) è un produttore cinematografico e teatrale statunitense.
Rudin è il primo e unico produttore ad aver ottenuto l'EGOT, la vittoria dei quattro maggiori premi dello show-business statunitense: l'Emmy, il Grammy, l'Oscar ed il Tony Award.

## Biografia
Nato e cresciuto a New York, all'età di quindici anni inizia a lavorare come assistente per un produttore teatrale. Dopo gli studi al college inizia a lavorare addetto al casting ed in seguito e nel 1980 si trasferisce a Los Angeles. Inizia l'esperienza di produttore cinematografico, producendo i film Amare con rabbia e Fuga d'inverno, che danno vita ad una lunga carriera in cui ha prodotto un'enorme quantità di pellicole di successo. Nel 2007 è produttore di due film premiati con l'Oscar, Non è un paese per vecchi e Il petroliere, il primo dei quali si aggiudica il premio come miglior film; alla consegna degli Oscar, Rudin è salito sul palco assieme ai fratelli Coen, ricevendo una statuetta.
Molto attivo in campo anche teatrale, Rudin ha vinto 15 Tony Award per le sue produzioni di musical e opere teatrali in scena a Broadway. Tra le sue produzioni più note e premiate si ricordano la produzione originale di Passion (1994), un acclamato revival di Fences con Denzel Washington e Viola Davis (2010), la prima di The Book of Mormon (2011) e un revival del musical Hello, Dolly! con Bette Midler (2017). Nel 2021 The Hollywood Reporter ha pubblicato un articolo di denuncia contro Rudin in cui diversi dei suoi ex dipendenti lo hanno accusato di comportamenti violenti e abusivi nei loro confronti. Pochi giorni più tardi Rudin ha annunciato il ritiro dal mondo del teatro dopo oltre venticinque anni come produttore a Broadway.

## Vita privata
Rudin risiede a New York con il compagno John Barlow, pubblicista teatrale e socio fondatore della Barlow/Hartman.

## Filmografia

### Produttore
- Amare con rabbia (Reckles), regia di James Foley (1984)
- Fuga d'inverno (Mrs. Soffel), regia di Gillian Armstrong (1984)
- Uno sconosciuto alla porta (Pacific Heights), regia di John Schlesinger (1990)
- A proposito di Henry (Regarding Henry), regia di Mike Nichols (1991)
- Il mio piccolo genio (Little Man Tate), regia di Jodie Foster (1991)
- La famiglia Addams (The Addmas Family), regia di Barry Sonnenfeld (1991)
- White Sands - Tracce nella sabbia (White Sands), regia di Roger Donaldson (1992)
- Cercasi superstar (Life with Mikey), regia di James Lapine (1993)
- Il socio (The Firm), regia di Sydney Pollack (1993)
- In cerca di Bobby Fischer (Searching for Bobby Fischer), regia di Steven Zaillian (1993)
- La famiglia Addams 2 (Addams Family Values), regia di Barry Sonnenfeld (1993)
- Sister Act 2 - Più svitata che mai (Sister Act 2: Back in the Habit), regia di Bill Duke (1993)
- La vita a modo mio (Nobody's Fool), regia di Robert Benton (1994)
- Ragazze a Beverly Hills (Clueless), regia di Amy Heckerling (1995)
- Sabrina, regia di Sydney Pollack (1995)
- Mamma torno a casa (Mother), regia di Albert Brooks (1996)
- Il club delle prime mogli (The First Wives Club), regia di Hugh Wilson (1996)
- Ransom - Il riscatto (Ransom), regia di Ron Howard (1996)
- La stanza di Marvin (Marvin's Room), regia di Jerry Zaks (1996)
- In & Out, regia di Frank Oz (1997)
- Twilight, regia di Robert Benton (1998)
- The Truman Show, regia di Peter Weir (1998)
- A Civil Action, regia di Steven Zaillian (1998)
- Al di là della vita (Bringing Out the Dead), regia di Martin Scorsese (1999)
- Il mistero di Sleepy Hollow (Sleepy Hollow), regia di Tim Burton (1999)
- Le ceneri di Angela (Angela's Ashes), regia di Alan Parker (1999)
- Wonder Boys, regia di Curtis Hanson (2000)
- Regole d'onore (Rules of Engagement), regia di William Friedkin (2000)
- Shaft, regia di John Singleton (2000)
- Zoolander, regia di Ben Stiller (2001)
- I Tenenbaum (The Royal Tenenbaums), regia di Wes Anderson (2001)
- Iris - Un amore vero (Iris), regia di Richard Eyre (2001)
- Orange County, regia di Jake Kasdan (2002)
- Ipotesi di reato (Changing Lanes), regia di Roger Michell (2002)
- The Hours, regia di Stephen Daldry (2002)
- Marci X, regia di Richard Benjamin (2003)
- School of Rock, regia di Richard Linklater (2003)
- La donna perfetta (The Stepford Wives), regia di Frank Oz (2004)
- The Manchurian Candidate, regia di Jonathan Demme (2004)
- The Village, regia di M. Night Shyamalan (2004)
- I Heart Huckabees - Le strane coincidenze della vita (I ♥ Huckabees), regia di David O. Russell (2004)
- Team America: World Police, regia di Trey Parker (2004)
- Le avventure acquatiche di Steve Zissou (The Life Aquatic with Steve Zissou), regia di Wes Anderson (2004)
- Il colore del crimine (Freedomland), regia di Joe Roth (2006)
- A casa con i suoi (Failure to Launch), regia di Tom Dey (2006)
- Diario di uno scandalo (Notes on a Scandal), regia di Richard Eyre (2006)
- Non è un paese per vecchi (No Country for Old Men), regia di Joel ed Ethan Coen (2007)
- Il matrimonio di mia sorella (Margot at the Wedding), regia di Noah Baumbach (2007)
- Il treno per il Darjeeling (The Darjeeling Limited), regia di Wes Anderson (2007)
- L'altra donna del re (The Other Boleyn Girl), regia di Justin Chadwick (2008)
- Stop-Loss, regia di Kimberly Peirce (2008)
- Il dubbio (Doubt), regia di John Patrick Shanley (2008)
- Revolutionary Road, regia di Sam Mendes (2008)
- Fantastic Mr. Fox, regia di Wes Anderson (2009)
- È complicato (It's Complicated), regia di Nancy Meyers (2009)
- Lo stravagante mondo di Greenberg (Greenberg), regia di Noah Baumbach (2010)
- The Social Network, regia di David Fincher (2010)
- Il Grinta (True Grift), regia di Joel ed Ethan Coen (2010)
- Margaret, regia di Kenneth Lonergan (2011)
- Millennium - Uomini che odiano le donne (The Girl with the Dragon Tattoo), regia di David Fincher (2011)
- Molto forte, incredibilmente vicino (Extremely Loud and Incredibly Close), regia di Stephen Daldry (2011)
- Il dittatore (The Dictator), regia di Larry Charles (2012)
- Moonrise Kingdom - Una fuga d'amore (Moonrise Kingdom), regia di Wes Anderson (2012)
- Frances Ha, regia di Noah Baumbach (2012)
- A proposito di Davis (Inside Llewyn Davis), regia di Joel ed Ethan Coen (2013)
- Captain Phillips - Attacco in mare aperto (Captain Phillips), regia di Paul Greengrass (2013)
- Grand Budapest Hotel (The Grand Budapest Hotel), regia di Wes Anderson (2014)
- Rosewater, regia di Jon Stewart (2014)
- Giovani si diventa (While We're Young), regia di Noah Baumbach (2014)
- Top Five, regia di Chris Rock (2014)
- Mistress America, regia di Noah Baumbach (2015)
- Sotto il cielo delle Hawaii (Aloha), regia di Cameron Crowe (2015)
- Steve Jobs, regia di Danny Boyle (2015)
- Zoolander 2, regia di Ben Stiller (2016)
- Barriere (Fences), regia di Denzel Washington (2016)
- The Meyerowitz Stories, regia di Noah Baumbach (2017)
- Lady Bird, regia di Greta Gerwig (2017)
- Eighth Grade - Terza media (Eighth Grade), regia di Bo Burnham (2018)
- Annientamento (Annihilation), regia di Alex Garland (2018)
- L'isola dei cani (Isle of Dogs), regia di Wes Anderson (2018)
- A caccia con papà (The Legacy of a Whitetail Deer Hunter), regia di Jody Hill (2018)
- Game Over, Man!, regia di Kyle Newacheck (2018)
- 22 luglio (22 July), regia di Paul Greengrass (2018)
- Mid90s, regia di Jonah Hill (2018)
- Millennium - Quello che non uccide (The Girl in the Spider's Web), regia di Fede Álvarez (2018)
- Diamanti grezzi (Uncut Gems), regia di Josh e Benny Safdie (2019)
- La donna alla finestra (The Woman in the Window), regia di Joe Wright (2021)

### Produttore esecutivo
- He Makes Me Feel Like Dancin', regia di Emile Ardolino (1983)
- Linea mortale (Flatliners), regia di Joel Schumacher (1990)
- Sister Act - Una svitata in abito da suora (Sister Act), regia di Emile Ardolino (1992)
- Gli occhi del delitto (Jennifer Eight), regia di Bruce Robinson (1992)
- Genio per amore (I.Q.), regia di Fred Schepisi (1994)
- South Park - Il film: più grosso, più lungo & tutto intero (South Park: Bigger Longer & Uncut), regia di Trey Parker (1999)
- Closer, regia di Mike Nichols (2004)
- Lemony Snicket - Una serie di sfortunati eventi (Lemony Snicket's A Series of Unfortunate Events), regia di Brad Silberling (2004)
- Reprise, regia di Joachim Trier (2006)
- The Queen - La regina (The Queen), regia di Stephen Frears (2006)
- Venus, regia di Roger Michell (2006)
- Il petroliere (There Will Be Blood), regia di Paul Thomas Anderson (2007)
- Julie & Julia, regia di Nora Ephron (2009)
- The Way Back, regia di Peter Weir (2010)
- L'arte di vincere (Moneyball), regia di Bennett Miller (2011)
- Vizio di forma (Inherent Vice), regia di Paul Thomas Anderson (2014)
- Ex Machina, regia di Alex Garland (2015)
- De Palma, regia di Noah Baumbach e Jake Paltrow  (2015)
- Five Came Back, regia di Laurent Bouzereau (2017)
- First Cow, regia di Kelly Reichardt (2019)

## Teatro (parziale)
- Passion, libretto e regia di James Lapine, colonna sonora di Stephen Sondheim. Gerald Schoenfeld Theatre di Broadway (1994)
- Amleto di William Shakespeare, regia di Jonathan Kent, con Ralph Fiennes. Belasco Theatre di Broadway (1995)
- Seven Guitars di August Wilson, regia di Lloyd Richards. Walter Kerr Theatre di Broadway (1996)
- A Funny Thing Happened on the Way to the Forum, libretto di Burt Shevelove e Larry Gelbart, colonna sonora di Stephen Sondheim, regia di Jerry Zaks. Saint James Theatre di Broadway (1996)
- Skylight di David Hare, regia di Richard Eyre, con Michael Gambon e Lia Williams. Bernard B. Jacobs Theatre di Broadway (1998)
- Le sedie di Eugène Ionesco, regia di Simon McBurney. John Golden Theatre di Broadway (1998)
- The Judas Kiss di David Hare, regia di Richard Eyre, con Liam Neeson. Broadhurst Theatre di Broadway (1999)
- On the Town, libretto di Adolph Green e Betty Comden, colonna sonora di Leonard Bernstein. Gershwin Theatre di Broadway (1998)
- The Blue Room, testo e regia di David Hare, con Nicole Kidman. Cort Theatre di Broadway (1998)
- Closer, scritto e diretto da Patrick Marber. Music Box Theatre di Broadway (1998)
- Differenti opinioni di David Hare, regia di Richard Eyre, con Judi Dench. Ethel Barrymore Theatre di Broadway (1999)
- Copenaghen di Michael Frayn, regia di Michael Blakemore. Bernard B. Jacobs Theatre di Broadway (2000)
- La capra o chi è Sylvia? di Edward Albee, regia di David Esbjornson, con Philip Pullman e Sally Field. John Golden Theatre di Broadway (2002)
- Medea di Euripide, regia di Deborah Warner, con Fiona Shaw. Brooks Atkinson Theatre di Broadway (2002)
- Caroline, or Change, libretto di Tony Kushner, colonna sonora di Jeanine Tesori. Eugene O'Neill Theatre di Broadway (2004)
- Chi ha paura di Virginia Woolf? di Edward Albee, regia di Anthony Page, con Kathleen Turner. Longacre Theatre di Broadway (2005)
- Il dubbio di John Patrick Shanley, regia di Doug Hughes, con Cherry Jones. Walter Kerr Theatre di Broadway (2005)
- The History Boys di Alan Bennett, regia di Nicholas Hytner. Broadhurst Theatre di Broadway (2006)
- Il guaritore di Brian Friel, regia di Jonathan Kent, con Cherry Jones, Ralph Fiennes e Ian McDiarmid. Booth Theatre di Broadway (2006)
- L'anno del pensiero magico, da Joan Didion, con Vanessa Redgrave. Booth Theatre di Broadway (2007)
- Deuce di Terrence McNally, regia di Michael Blakemore, con Angela Lansbury e Marian Seldes. Music Box Theatre di Broadway (2007)
- Gypsy, libretto e regia di Arthur Laurents, testi di Stephen Sondheim, colonna sonora di Jule Styne, con Patti LuPone e Laura Benanti. Saint James Theatre di Broadway (2008)
- Le dieu du Carnage di Yasmina Reza, regia di Matthew Warchus, con James Gandolfini, Marcia Gay Harden, Lucy Liu, Jeff Daniels. Bernard B. Jacobs Theatre di Broadway (2009)
- Il re muore di Eugène Ionesco, regia di Neil Armfield, con Geoffrey Rush. Ethel Barrymore Theatre di Broadway (2009)
- A Behanding in Spokane di Martin McDonagh, regia di John Crowley. Gerald Schoenfeld Theatre di Broadway (2009)
- Fences di August Wilson, regia di Kenny Leon, con Viola Davis e Denzel Washington. Cort Theatre di Broadway (2010)
- The Book of Mormon, libretto e colonna sonora di Trey Parker, Robert Lopez e Matt Stone, regia di Casey Nicholaw e Trey Parker. Eugene O'Neill Theatre di Broadway (2011)
- Jerusalem di Jez Butterworth, regia di Sam Mendes, con Mark Rylance. Music Box Theatre di Broadway (2011)
- Morte di un commesso viaggiatore di Arthur Miller, regia di Mike Nichols, con Philip Seymour Hoffman e Andrew Garfield. Ethel Barrymore Theatre di Broadway (2012)
- Cock di Mike Bartlett, regia di James G. MacDonald. The Duke on 42nd Street dell'Off-Broadway (2012)
- La gatta sul tetto che scotta di Tennessee Williams, regia di Rob Ashford, con Scarlett Johansson. Richard Rodgers Theatre di Broadway (2013)
- Tradimenti di Harold Pinter, regia di Mike Nichols, con Rachel Weisz e Daniel Craig. Ethel Barrymore Theatre di Broadway (2013)
- The Flick di Annie Baker, regia di Sam Gold. Barrow Street Theatre dell'Off-Broadway (2014)
- A Raisin in the Sun di Lorraine Hansberry, regia di Kenny Leon, con Denzel Washington e Sophie Okonedo. Ethel Barrymore Theatre di Broadway (2014)
- Lo strano caso del cane ucciso a mezzanotte di Simon Stephens, regia di Marianne Elliott. Ethel Barrymore Theatre di Broadway (2014)
- Un equilibrio delicato di Edward Albee, regia di Pam MacKinnon, con Glenn Close, John Lithgow, Lindsay Duncan, Martha Plimpton, Clare Higgins. John Golden Theatre di Broadway (2014)
- The Audience di Peter Morgan, regia di Stephen Daldry, con Helen Mirren. Gerald Schoenfeld Theatre di Broadway (2015)
- Skylight di David Hare, regia di Stephen Daldry, con Bill Nighy e Carey Mulligan. John Golden Theatre di Broadway (2015)
- King Charles III di Mike Bartlett, regia di Rupert Goold, con Tim Pigott-Smith. Music Box Theatre di Broadway (2015)
- Uno sguardo dal ponte di Arthur Miller, regia di Ivo van Hove, con Mark Strong. Lyceum Theatre di Broadway (2015)
- The Humans di Stephen Karam, regia di Joe Mantello. Helen Hayes Theater e Gerald Schoenfeld Theatre di Broadway (2016)
- Blackbird di David Harrower, regia di Joe Mantello, con Michelle Williams e Jeff Daniels. Belasco Theatre di Broadway (2016)
- Il crogiuolo di Arthur Miller, regia di Ivo van Hove, con Saoirse Ronan e Ben Whishaw. Walter Kerr Theatre di Broadway (2016)
- Shuffle Along, or, the Making of the Musical Sensation of 1921 and All That Followed, libretto e regia di George C. Wolfe, testi di Noble Sissle, colonna sonora di Eubie Blake. Music Box Theatre di Broadway (2016)
- Lo zoo di vetro di Tennessee Williams, regia di Sam Gold, con Sally Field e Joe Mantello. Belasco Theatre di Broadway (2017)
- Sweat di Lynn Nottage, regia di Kate Whoriskey. Studio 54 di Broadway (2017)
- Hello, Dolly!, libretto di Michael Stewart, colonna sonora di Jerry Herman, regia di Jerry Zaks, con Bette Midler, Bernadette Peters e David Hyde Pierce. Shubert Theatre di Broadway (2017)
- Tre donne alte di Edward Albee, regia di Joe Mantello, con Glenda Jackson e Laurie Metcalf. John Golden Theatre di Broadway (2018)
- Il buio oltre la siepe di Aaron Sorkin, da Harper Lee, regia di Bartlett Sher. Shubert Theatre di Broadway (2018)
- Carousel, libretto di Oscar Hammerstein II, colonna sonora di Richard Rodgers, regia di Jack O'Brien, con Renée Fleming. Imperial Theatre di Broadway (2018)
- Arriva l'uomo del ghiaccio di Eugene O'Neill, regia di George C. Wolfe, con Denzel Washington. Bernard B. Jacobs Theatre di Broadway (2018)
- The Boys in the Band di Mart Crowley, regia di Joe Mantello, con Zachary Quinto e Matt Bomer. Booth Theatre di Broadway (2018)
- The Ferryman di Jez Butterworth, regia di Sam Mendes, con Paddy Considine e Fra Fee. Bernard B. Jacobs Theatre di Broadway (2018)
- The Waverly Gallery di Kenneth Lonergan, regia di Lila Neugebauer, con Elaine May, Lucas Hedges e Michael Cera. John Golden Theatre di Broadway (2018)
- Re Lear di William Shakespeare, regia di Sam Gold, con Glenda Jackson, Ruth Wilson e Pedro Pascal. Cort Theatre di Broadway (2019)
- Gary: A Sequel to Titus Andronicus di Taylor Mac, regia di George C. Wolfe, con Nathan Lane, Kristine Nielsen Julie White. Booth Theatre di Broadway (2019)
- The Inheritance di Matthew Lopez, regia di Stephen Daldry, con Lois Smith e John Benjamin Hickey. Ethel Barrymore Theatre di Broadway (2019)
- West Side Story, libretto di Arthur Laurents, testi di Stephen Sondheim, colonna sonora di Leonard Bernstein, regia di Ivo van Hove. Broadway Theatre di Broadway (2020)
- Lehman Trilogy di Stefano Massini, regia di Canddia Caldicot, regia di Simon Russell Beale e Adam Godley. Nederlander Theatre di Broadway (2020)
- Chi ha paura di Virginia Woolf? di Edward Albee, regia di Joe Mantello, con Laurie Metcalf, Rupert Everett, Russel Tovey e Patsy Ferran. John Golden Theatre di Broadway (2020)

## Riconoscimenti
- Premio Oscar
  - 2003 – Candidatura al miglior film per The Hours
  - 2008 – Miglior film per Non è un paese per vecchi
  - 2011 – Candidatura al miglior film per The Social Network
  - 2011 – Candidatura al miglior film per Il Grinta
  - 2012 – Candidatura al miglior film per Molto forte, incredibilmente vicino
  - 2014 – Candidatura al miglior film per Captain Phillips
  - 2015 – Candidatura al miglior film per Grand Budapest Hotel
  - 2017 – Candidatura al miglior film per Barriere
  - 2018 – Candidatura al miglior film per Lady Bird
- Tony Award
  - 1994 – Miglior musical per Passion
  - 1995 – Candidatura al miglior revival di un'opera teatrale per Amleto
  - 1995 – Candidatura alla migliore opera teatrale per Indiscretions
  - 1996 – Candidatura al miglior revival di un musical per A Funny Thing Happened on the Way to the Forum
  - 1996 – Candidatura alla migliore opera teatrale per Seven Guitars
  - 1997 – Candidatura alla migliore opera teatrale per Skylight
  - 1998 – Candidatura al miglior revival di un'opera teatrale per Le sedie
  - 1999 – Candidatura alla migliore opera teatrale per Closer
  - 2000 – Migliore opera teatrale per Copenaghen
  - 2000 – Candidatura alla migliore opera teatrale per The Ride Down Mt. Morgan
  - 2000 – Candidatura al miglior musical per The Wild Party
  - 2002 – Migliore opera teatrale per La capra o chi è Sylvia?
  - 2004 – Candidatura al miglior musical per Caroline, or Change
  - 2005 – Candidatura al miglior revival di un'opera teatrale per Chi ha paura di Virginia Woolf?
  - 2005 – Migliore opera teatrale per Il dubbio
  - 2006 – Candidatura al miglior revival di un'opera teatrale per Il Guaritore
  - 2006 – Candidatura alla migliore opera teatrale per Shining City
  - 2006 – Migliore opera teatrale per The History Boys
  - 2008 – Candidatura al miglior revival di un musical per Gypsy
  - 2009 – Migliore opera teatrale per Le Dieu du Carnage
  - 2010 – Miglior revival di un'opera teatrale per Fences
  - 2011 – Candidatura alla migliore opera teatrale per The Motherfucker with the Hat
  - 2011 – Candidatura alla migliore opera teatrale per Jerusalem
  - 2011 – Miglior musical per The Book of Mormon
  - 2012 – Miglior revival di un'opera teatrale per Morte di un commesso viaggiatore
  - 2013 – Candidatura al miglior revival di un musical per The Testament of Mary
  - 2014 – Miglior revival di un'opera teatrale per A Raisin in the Sun
  - 2015 – Candidatura al miglior revival di un'opera teatrale per This Is Our Youth
  - 2015 – Miglior revival di un'opera teatrale per Skylight
  - 2015 – Migliore opera teatrale per Lo strano caso del cane ucciso a mezzanotte
  - 2016 – Candidatura al miglior revival di un'opera teatrale per Blackbird
  - 2016 – Miglior revival di un'opera teatrale per Uno sguardo dal ponte
  - 2016 – Candidatura al miglior revival di un'opera teatrale per Il crogiuolo
  - 2016 – Candidatura alla migliore opera teatrale per King Charles III
  - 2016 – Migliore opera teatrale per The Humans
  - 2016 – Candidatura al miglior musical per Shuffle Along, or, the Making of the Musical Sensation of 1921 and All That Followed
  - 2017 – Candidatura alla migliore opera teatrale per Sweat
  - 2017 – Candidatura alla migliore opera teatrale per A Doll's House, Part 2
  - 2018 – Candidatura al miglior revival di un'opera teatrale per Arriva l'uomo del ghiaccio
  - 2018 – Candidatura al miglior revival di un'opera teatrale per Tre donne alte
  - 2018 – Candidatura al miglior revival di un musical per Carousel
  - 2019 – Candidatura al miglior revival di un'opera teatrale per The Waverly Gallery
  - 2019 – Miglior revival di un'opera teatrale per The Boys in the Band
  - 2019 – Migliore opera teatrale per The Ferryman
  - 2019 – Candidatura alla migliore opera teatrale per Gary: A Sequel to Titus Andronicus
  - 2020 – Candidatura alla migliore opera teatrale per The Inheritance